# ルイ・フィリップ2世 (オルレアン公)
オルレアン公ルイ・フィリップ2世ジョゼフ（仏: Louis Philippe II Joseph, duc de Chartres, puis duc d'Orléans, 1747年4月13日 - 1793年11月6日）は、フランスの王族で、オルレアン派を率いた指導者である。
ブルボン家の分家の一つであるオルレアン家は、フランス王国の5%が領地である有数の富豪であった。公爵はその財力をもって王位を狙う野心家で、高等法院と王権との争いに介入して宮廷と対立し、革命前に最初に国王に逆らったことで自由主義貴族の代表となった。王妃マリー・アントワネットを盛んに中傷し、その政敵であったことでも知られる。
バスティーユ襲撃事件を誘発し、フランス革命が勃発するとこれを支持してフィリップ・エガリテ（Philippe Égalité、平等公フィリップ）を自称した。ルイ16世の死刑にも賛成票を投じたが、同じ年に彼自身も告発され処刑された。
息子はシャルトル公爵およびオルレアン公を継承し、七月王政の王となったルイ・フィリップ1世である。

## 略歴
オルレアン公ルイ・フィリップ1世とコンティ公ルイ・アルマン2世の娘ルイーズ・アンリエット・ド・ブルボン＝コンティの間にサン＝クルーで生まれる。モンパンシエ公、シャルトル公となり、1769年、ルイ14世の庶系の曾孫娘ルイーズ・マリー・ド・ブルボン＝パンティエーヴルと結婚し、1785年に父の死によってオルレアン公となった。私生活は放蕩かつ無節操で、民衆に開放した自分の宮殿パレ・ロワイヤルは歓楽街として使われ、政治的な危険分子はもちろん、娼婦の溜まり場にもなった。
1771年にはフランス・フリーメイソンのグランドマスターとなり、二年後にフランス・グラントリアンを創設した。
アメリカ独立戦争を支持し、首飾り事件が起こるとそれをマリー・アントワネットを攻撃するのに利用した。彼は2度の名士会の代表として宮廷の決定に反対した。多くの裁判管区の貴族から全国三部会に選ばれた彼は、早くから第三身分に加担し、1789年6月25日には進歩的貴族46名の先頭に立って国民議会に合流して、貴族の反乱を主導した。バスティーユを占領することになる民衆は、彼の宮殿パレ・ロワイヤルから行列を組んで出発した。
政敵ラファイエットに敗れて一時イギリス使節となったが、1790年7月に帰国した。憲法制定国民議会（立憲議会）ではミラボーと結んだが、1792年、8月10日事件で王権がなくなり、共和制が宣言されると、元次期国王候補者の彼はうさんくさい目で見られ、それを打ち消そうと国民公会でも最左翼に位置したり、貴族称号を廃止し「平等のフィリップ（フィリップ・エガリテ）」と自称したりした。1793年1月18日、ルイ16世の処刑にも賛成票を投じた。
1793年3月27日、デュムーリエ将軍が息子ルイ・フィリップと共に革命政府（国民公会及び公安委員会）の打倒とオルレアン家王位擁立を謀って失敗すると、フィリップ・エガリテはジロンド派によって、息子が祖国を見限ったことや共和制転覆の嫌疑を受けて告発された。そして4月3日に逮捕され、国王一族とともにマルセイユのサン・ジャン城（fr）に幽閉された。彼はルイ16世に代わって王位に就こうとしたとの容疑を否認したが、パリの革命裁判所で財産を没収され、11月6日の夕刻5時に、革命広場の断頭台で他の4人の囚人たちと共に処刑された。46歳没。遺骸はマドレーヌ墓地（fr)に埋葬されたが、後に墓地の閉鎖に伴って、遺骨はカタコンブ・ド・パリに移送されている。

## 評価
- ルイ16世は生前、その権謀術数ぶりを毛嫌いし、自身が処刑される前日に「あのように予につきまとうとは！いったい予があの従弟に何をしたというのだ。しかし彼を恨んでみても何になろう。予よりももっと哀れな男なのだ。あの男と代わりたいとは思わない」と語ったとされる[3]。

## 家族
妻ルイーズ・マリー・ド・ブルボン＝パンティエーヴルとの間に3男2女をもうけたが、双子の姉妹のうち1人は夭逝した。
- ルイ・フィリップ（1773年 - 1850年） - オルレアン公、のちフランス王
- アントワーヌ・フィリップ（1775年 - 1807年） - モンパンシエ公
- ルイーズ・マリー・アデライード（1777年 - 1847年）
- ルイーズ・マリーの双子の姉妹（1777年、夭折）
- ルイ・シャルル（1779年 - 1808年） - ボジョレー伯

## 登場する作品

### 映画
- マリー・アントアネットの生涯 (1938年) - オルレアン公役はジョセフ・シルドクラウト。
- グレースと公爵（フランス語版） (2001年) - 愛人グレース・エリオットの回想録の映画化。オルレアン公役はジャン＝クロード・ドレフュス（フランス語版）。

### 漫画
- ベルサイユのばら（池田理代子） - 1972年-1973年『週刊マーガレット』（集英社）で連載された漫画。
- イノサン（坂本眞一） -2013年-2015年『週刊ヤングジャンプ』（集英社）で連載された漫画。続編として『イノサン Rouge（ルージュ）』が『グランドジャンプ』（同社刊）にて2015年から2020年まで連載された漫画。
- 悪役令嬢に転生したはずがマリー・アントワネットでした（小出よしと） -2020年-2022年『月刊コミックフラッパー』（KADOKAWA）で連載された漫画。
- 傾国の仕立て屋ローズ・ベルタン（磯見仁月）-2019年 - （月刊コミックバンチ）（新潮社）で連載中の漫画。

### アニメ
- ベルサイユのばら- 1979年-1980年放映。上記同名漫画を原作とするテレビアニメ。